# Galaxia elíptica M105
La Messier 105 (también conocida como Objeto Messier 105, M105 o NGC 3379) es una galaxia elíptica de la constelación de Leo. Fue descubierta por Pierre Méchain en 1781. M105 es la galaxia elíptica más brillante del grupo Leo I o grupo M96 de galaxias, y se encuentra a una distancia aproximada de 38 millones de años luz.
Estudios realizados con ayuda del telescopio espacial Hubble sugieren la presencia por un lado de un agujero negro en el centro de esta galaxia con una masa estimada en 50 millones de masas solares, así como por otro de unas pocas estrellas y cúmulos estelares jóvenes —lo que sugiere que al menos algunas galaxias elípticas siguen formando estrellas, aunque a un ritmo muy lento—.
M105 junto con su compañera la galaxia lenticular NGC 3384 —en la imagen, la galaxia alargada situada arriba a la izquierda de M105— están orbitadas por un gran anillo de hidrógeno neutro de 200 kiloparsecs de diámetro y una masa de 1800 millones de veces la masa del Sol en el cual se ha detectado cierta tasa de formación estelar y que se cree es un resto de la formación de ambas galaxias.